# Schule des Kreuzes
Schule des Kreuzes (englisch: School of the Cross; spanisch: Escuela de la Cruz) ist der Name einer missionarischen Vereinigung von Gläubigen in der römisch-katholischen Kirche. Die Organisation wurde 1965 in Mexiko gegründet und 1994 vom Päpstlichen Rat für die Laien kirchenrechtlich anerkannt, sie umfasst in zwei nordamerikanischen Ländern und zwei zentralamerikanischen Ländern circa 200.000 Laienmitglieder und fast 200 Pfarrer.

## Geschichte
Der mexikanische Pater Francisco Javier Asencio Dávalos MSPS († 28. April 2007) gründete am 10. Januar 1965 in der Pfarrgemeinde Sankt Isidora in Villahermosa in Mexiko die erste „Schule des Kreuzes“. Mit der Unterstützung des Bischofs von Tehuacán, Rafael Ayala y Ayala wurden zwischen 1965 und 1972 in mehreren mexikanischen Diözesen, an fast 100 Pfarreien, neue „Schulen des Kreuzes“ gegründet. Ab 1972 wurden in der gesamten Republik Mexiko Schulen errichtet. 1987 wurde die Gemeinschaft der Schulen durch die mexikanischen Bischöfe kirchenrechtlich auf nationaler Ebene anerkannt. Am 22. Mai 1994 wurden die „Schulen des Kreuzes“ im Auftrag von Papst Johannes Paul II. (1978–2005) durch den Päpstlichen Rat für die Laien als eine internationale Vereinigung von Gläubigen päpstlichen Rechts bestätigt. Im Jahre des 50-jährigen Jubiläums gab es in Mexiko, den USA, in Guatemala und in El Salvador mehr als 200 Schul- und Bildungseinrichtungen. Ihr gehören etwa 200.000 männliche Laienmitglieder und ungefähr 200 Priester und Diakone an.

## Selbstverständnis
Die Arbeit in und mit der Kirche bildet die zentrale und apostolische Aufgabe der Vereinigung, sie steht im Geiste des Kreuzes und stellt die geistige Ordnung in den Mittelpunkt. Die Schulen bilden eine Kommunikation zwischen Laien und Priestern, wobei sie sich gegenseitig helfen und unterstützen können. Die Spiritualität des Kreuzes bildet somit eine Vereinigung mit dem Priesteramt, dem Laienapostolat und dem Missionsauftrag der Kirche.

## Struktur und Arbeitsweise
Jede autonome Schule ist einer Pfarrgemeinde zugeordnet und wird von dieser organisatorisch und wirtschaftlich verwaltet. Die Schulgruppen bestehen aus 5–9 Schülern, die aus der einheimischen Bauernschaft  und Landarbeitern kommen. Der Hauptverwaltungssitz ist in Contreras (Mexiko) beheimatet.